# Huawei Ascend G300
Huawei Ascend G300 je jeden ze známějších mobilních telefonů čínského výrobce Huawei. Byl ohlášen v únoru 2012 a začal se prodávat v dubnu 2012, nejprve na území Velké Británie, kde měla po jistou dobu exkluzivitu tamní národní pobočka operátora Vodafone. V České republice se začal prodávat následující měsíc – v květnu, taktéž nejprve u české pobočky Vodafone, později i ve volném prodeji.

## Hardware

### Chipset
Mobilní telefon obsahuje jednojádrový procesor Cortex-A5 o frekvenci 1 GHz, jako grafický adaptér je použit Adreno 200 a operační paměť telefonu o kapacitě 512 MB. Všechny tyto komponenty se pak nacházejí na chipsetu Qualcomm S1 MSM7227A.
Zařízení obsahuje 4 GB interní paměti, pro uživatele je dostupných 2,5 GB, zbytek si pro sebe alokuje operační systém Android. Kapacitu paměti lze rozšířit paměťovými kartami MicroSD nebo MicroSDHC.

### Displej
Na přední straně se nachází IPS LCD displej o velikosti 4 palce s rozlišením 800 x 480, který dokáže zobrazit 16 miliónů barev. Displej je chráněn minerálním sklíčkem Gorila Glass (první generace), které je odolnější proti škrábancům. Pod displejem se nachází trojce senzorových tlačítek pro základní ovládaní přístroje.

### Multimédia
Na zadní straně telefonu se nachází 5 MPx fotoaparát podporující autofocus s LED bleskem. Fotografie vytváří až do rozlišení 2592×1944 px a podporuje zaznamenávání informací o poloze přístroje při focení. Fotoaparát podporuje i zaznamenávání videa o rozlišení „480p“ (800×480 px).
Součástí telefonu je i modul pro poslech analogového rozhlasu pomocí FM modulace. Telefon umí ihned po vybalení (tedy bez instalace jakýchkoli aplikací) přehrávat základní audio (MP3/WAV/eAAC+) i video (MP4/H.263/H.264) formáty (ve standardním rozlišení, HW neumožňuje zpravidla plynulé přehrávání HD obsahu) nebo prohlížet fotografie uložené v přístroji nebo na vložené SD kartě.
Telefon samozřejmě obsahuje 3.5 mm jack konektor pro připojení libovolných sluchátek.

### Konektivita
Jako většina mobilních telefonů obsahuje wifi modul pro připojení do těchto sítí ve standardech 802.11 b/g/n, telefon podporuje i standardy Wi-Fi Direct a Wi-Fi hotspot. Pro připojení na síť Internet lze použít i mobilní připojení přes mobilního operátora, tedy GPRS a EDGE, a dále HSDPA (7.2 Mbit/s) a HSUPA (5.76 Mbit/s). Pro propojení s jiným telefonem či jiným zařízením lze použít Bluetooth ve verzi 2.1 (včetně A2DP). Pro spojení s počítačem slouží mico USB kabel.
Mobilní telefon se připojí jak do klasických GSM sítí (850/900/1800/1900 MHz), tak do sítí 3G (HSDPA 900/2100, HSDPA 850/1900/2100 MHz). Telefon podporuje pouze jednu SIM ve formátu mini SIM, nejedná se tedy o dual sim telefon.

## Operační systém

### Oficiální distribuce
Jako operační systém byl pro tento model vybrán Android. Při představení telefonu v květnu 2012 telefon v sobě obsahoval systém ve verzi 2.3.6 Gingerbread. V průběhu dalších měsíců bylo vydáno několik aktualizací systému, které nejprve opravovali především nejzásadnější problémy telefonu, 27. září 2012 (v České republice, v jiných oblastech byla dostupná dříve) pak byla vydána aktualizace, která povýšila operační systém na verzi 4.0, tedy ICS. V následujících měsících bylo vydáno ještě několik aktualizací, které již jen opravili výkonnostní a jiné problémy, systém jako takový již aktualizován nebyl.
Z pohledu výrobce telefonu se již jedná o nepodporovaný telefon, pro který nevydává žádné aktualizace a výrobce se tak soustředí na další své modely. Nástupcem telefonu tak je často uváděn buď Huawei Ascend Y300, nebo G510. Telefon se však dá koupit i v průběhu prázdnin 2013.

### Neoficiální distribuce
Prakticky ihned po začátku prodeje telefonu ve světě se kolem telefonu vytvořila poměrně široká komunita uživatelů, kteří pro telefon do dnešních dnů připravují různé modifikace systému, případně pro něj vytváří aktualizace celého systému. V létě 2013 se tak pro tento model dá stáhnout a nainstalovat i Android 4.3. Komunita tak pro tento telefon připravila aktuálnější verzi Androidu než výrobce.
Neoficiální verze mají negativní stránku v tom, že nemusí vždy vše fungovat, proto jsou tyto neoficiální verze určeny hlavně kutilům. Při instalaci navíc dochází ke ztrátě záruky.